# Ostermorgenjungfrau
Die Ostermorgenjungfrau, Osterjungfrau oder auch Osterjungfer ist eine Person aus einer gleichnamigen Sage aus Osterode. Die Geschehnisse sollen sich auf der Alten Burg in Osterode zugetragen haben.

## Handlung
Vor langer Zeit soll eine Jungfrau auf der Alten Burg gelebt haben, und ein Ritter, der nach einer Version der Sage aus Harzburg oder auch aus Herzberg kam, wollte sie zur Frau. Doch sie wies ihn ab. Deswegen überfiel er vor dem Osterfest die Burg. Er gab vor, sehr ermüdet zu sein, und bat um Unterkunft. Als seine Leute im Burghof standen, zogen sie die Schwerter und drangen auf das Gesinde ein. Ein Priester stellte sich dazwischen, um die Jungfrau zu schützen, und wurde erschlagen. Im Sterben verwünschte er den Ritter.
Als der Ritter die Jungfrau ergreifen wollte, sprang sie, nach einer Version der Sage, mit dem Ruf: „Ihr Heiligen, schützt die Unschuld“ aus dem Fenster. In diesem Moment erfüllte sich die Verwünschung des Priesters, und das Schloss brach zusammen. Der Ritter und sein Gefolge fanden den Tod.
Die Jungfrau soll in eine unterirdische Höhle gefallen und unverletzt geblieben sein. An jedem Ostermorgen vor Sonnenaufgang lässt sie sich sehen, weswegen sie Osterjungfrau genannt wird. Dann wäscht sie sich im Osterwasser, um immer jung und schön zu erscheinen.
Wer unverschuldet in Not geraten ist, dem zeigt sie sich dort und nimmt ihn mit in ihre Höhle. Mit wertvollen Geschenken wie z. B. Goldstücken lässt sie ihn wieder gehen.

## Varianten
In einer anderen Version der Sage wurde die Ostermorgenjungfrau von einem Ritter oder Knappen, welcher sie begehrte, im mit Schätzen gefüllten Keller der Burg gefangen gehalten. Einmal im Jahr durfte sie ihr Gefängnis verlassen und am Ostermorgen den Bärengraben hinunter und zum Lerbacher Wasser gehen, um sich zu waschen.
Der Knappe verwüstete das Land um die Burg, und der alte Knappe, der vom Vater der Ostermorgenjungfrau als Schutz eingesetzt worden war, sah sich nicht in der Lage, sie zu schützen.
Es gibt auch eine Erzählung über einen armen Leineweber, welchem die Ostermorgenjungfrau erscheint. Diese gibt ihm eine Lilie. Die Blume verhilft ihm auf wundersame Weise zu Reichtum.
Der Name der Ostermorgenjungfrau soll Astarod gewesen sein. Am Ort der heutigen Alten Burg sei in vorchristlicher Zeit eine gleichnamige Göttin namens „Oster“ oder „Asteroth“ verehrt worden. Die Alte Burg soll auf einem dieser Göttin geweihten Heiligtum, einem Tempel, gebaut worden sein. Die Gottheit Asteroth soll dort von Bonifatius besiegt wurden sein: „nachdem solches alles geschehen, auch den Abgott Astaroth Zu Osteroda an dem Ortt, da das Closter oder, wie andere wollen, das alte Schloss steht, zerstöret und abgeschaffet.“
Die Ostermorgenjungfrau trägt weiße Kleidung und hat blonde Haare. Die Ostermorgenjungfrau ist Tochter eines Grafen Osterode, welcher der Sage nach die Stadt Osterode durch ein Bethaus am Platz der heutigen Marktkirche begründete. Die Wendsche Chronik andererseits schreibt, das die Kapelle von Bonifatius gebaut wurde, um dem Volk den „seligmachenden Glauben“ zu predigen. In einer von Heinrich Pröhle erwähnten Variante der Sage hat ein Ritter von (der?) Staufenburg die Ostermorgenjungfrau verwünscht. Dieser Ritter stand mit dem Vater der Ostermorgenjungfrau in Fehde. In dieser Fehde fand der Vater der Jungfrau den Tod.

## Überschneidungen zu anderen Sagen
Überschneidungen zu anderen Sagen sind zu finden. Insbesondere im Bezug auf die weiße Kleidung der Frau, den verschmähten oder verhinderten Liebhaber, der zurückkehrt, und die Zerstörung eines Gebäudes. In der Sage über ein Raubnest auf dem Falkenberg in der Nähe von Harburg verschwindet eine Geldtruhe in einer tiefen Höhlung. Sagen über die Staufenburg bei Gittelde sind ebenfalls erwähnenswert. Hier soll sich die Frau alle sieben Jahre zu Ostern zeigen. Auch sie hat bereits einen armen Menschen in ihre Höhle mitgenommen und mit Geld beschenkt, welches kurz darauf jedoch zu Dreck wurde. Auch hier spielt eine Pflanze eine wichtige Rolle, in diesem Fall eine Rose, welche der Beschenkte am Eingang zu ihrem Loch gepflückt hat. Eine andere Sage aus der Sammlung von Heinrich Pröhle erzählt von einem Kaiser mit Namen Heinrich der Bogelsteller, der um Osterode und auch weit darüber hinaus, so auch beispielsweise in Pölde, wo er oft auf Reisen anhielt, eine Rolle spielte und der auf der Staufenburg gewohnt haben soll, und dessen Frau von Nordhauser Mönchen entführt wurde, als der Kaiser in den Krieg ziehen musste. Ein Knecht unterrichtete den Kaiser von der Begebenheit. Anschließend sammelte der Kaiser seine Soldaten, zog zum Kloster und befreite seine Frau. Der Knecht wurde zum General gemacht und damit belohnt. Auch Scharzfeld ist Schauplatz einer Sage von einer weißen Frau. Es kommt ebenfalls ein Geistlicher (hier ein Mönch, der sich durch Komplizenschaft mitschuldig macht) und ein Vergewaltiger (hier erfolgreich) vor, der hier aber der Kaiser ist, und den Beschützer der Jungfrau durch einen listigen Brief fortlockt. Auch hier kommt es zu einem Naturereignis, und außerdem wird das Dach der Burg zerstört. Der Kaiser bereut seine Tat, als die Erde wankt, und schlägt dem Mönch aus Entsetzen ins Gesicht, weil dieser ihm bei der Tat geholfen hat. Die Frau bei der Burgruine in Scharzfeld wartet darauf, zur Osterzeit erlöst zu werden.